# Le Vourdalak
Le Vourdalak és una pel·lícula dramàtica de terror francesa del 2023 dirigida per Adrien Beau, en el seu debut al llargmetratge. El guió de Beau i Hadrien Bouvier es basa en la novel·la d'Aleksei Konstantínovitx Tolstoi de 1839 La família del Vurdalak. Ha estat subtitulada al català.
La pel·lícula es va estrenar a la 80a edició del Festival Internacional de Cinema de Venècia. Es va estrenar a les sales de cinema a França el 25 d'octubre de 2023, per The Jokers, amb l'aclamació de la crítica.

## Argument
A l'Europa de l'Est del segle XVIII, el marquès francès Jacques Saturnin du Antoine perd el seu cavall i els seus companys quan és robat. Un desconegut li aconsella que vagi a casa d'un home anomenat Gorcha. Jacques Antoine finalment arriba a la casa de Gorcha on resideix la família d'aquest últim.
El fill gran de Gorcha, Yegor, aviat arriba a casa, després d'haver passat el mes passat buscant venjança contra els Turcs que van saquejar el poble. Gorcha va marxar a lluitar contra els turcs, i havia dit que si no tornava en sis dies, seria perquè havia mort lluitant; Si hagués tornat després d'aquests sis dies, s'hauria convertit en un vurdalak i ningú hauria de deixar-lo entrar. Yegor, però, no creu en els vurdalaks. Sap on es pot trobar un cavall per a Jacques Antoine, però caldria esperar fins l'endemà.
Jacques Antoine finalment s'acosta a la filla de Gorcha, Sdenka, i intenta seduir-la de manera agressiva. Al seu torn, l'enganya perquè gairebé caigui d'un penya-segat. Sdenka tenia un amant, i com que tothom a la zona ho sap, ara no es pot casar. Tenia previst fugir amb el seu amant, però algú ho va descobrir i el va matar.
Aquell vespre, sis dies des que en Gorcha va marxar, se'l veu estirat a la vora del bosc, semblant un cadàver. El gos del fill petit de Gorcha, Piotr, no deixarà de bordar al vell. Yegor obliga a Piotr a disparar. Gorcha revela que va assassinar el líder de la banda de turcs, a qui Yegor no va poder matar.
Aquella nit, Jacques Antoine té malsons sobre Gorcha. L'endemà, Gorcha ha desaparegut i el fill d'en Yegor, Vlad, està malalt.
Aquella nit, Jacques Antoine va veure en Vlad sortir. Sembla estar sonàmbul, i en Gorcha és a prop, mastegant-se el sudari. Jacques Antoine intenta sotmetre a Gorcha, que el llança contra un arbre abans de beure la sang de Vlad. Jacques Antoine es desperta l'endemà al matí i troba la família cavant una tomba per al cadàver de Vlad.
Durant el funeral, Piotr i Sdenka animen en Yegor a travessar l'estaca pel cor d'en Vlad. No obstant això, Gorcha l'interromp i retreu a la família la mort de Vlad. Piotr intenta atacar Gorcha amb l'estaca, però perd els nervis. Gorcha implica a Sdenka que va ser ell mateix qui va ser el responsable de disparar al seu amant.
Gorcha obliga Jacques Antoine i Sdenka a ballar per a ell. Piotr, la suposada efeminació del qual va ser criticada per Yegor i Gorcha, apareix amb pintallavis i flors, amb ganes de matar el seu pare, que el mata a trets. Acusant Jacques Antoine de les recents desgràcies de la família, Yegor el guanya. Anuncia que Jacques Antoine rebrà un cavall l'endemà al matí i que ha de marxar per no tornar mai més; Si torna, Yegor el matarà.
En Yegor deixa Jacques Antoine lligat al celler per passar la nit, i el desperta en Vlad trucant a la seva mare, l'Anja. A fora, Vlad s'acosta a l'Anja; Jacques Antoine intenta advertir-la que es mantingui allunyada, sense cap resultat. Mare i fill s'abracen, i ell beu la seva sang. Al matí, Sdenka s'acosta a Jacques Antoine, declarant que es llançarà des del penya-segat, ja que Piotr era l'únic que la mantenia viva. Aleshores se'n va.
Yegor i Anja, ara un vurdalak, donen a Jacques Antoine un cavall. Al bosc, però, no pot trobar Sdenka. Tornant a casa aquella nit, Jacques Antoine creu que la sent cantar en un dormitori. Intenta convèncer-la perquè marxi, però ella el sedueix i comencen a tenir relacions sexuals. Tanmateix, Jacques Antoine descobreix que en realitat està interactuant amb Gorcha, que ha estat bevent la seva sang. Jacques Antoine aposta Gorcha i ensopega al menjador, on Yegor i el seu germà, la seva dona i el seu fill vampiritzats estan asseguts al voltant d'una taula. Jacques Antoine incendia la casa i marxa.
A l'alba, troba la Sdenka a la vora del penya-segat i la convenç de no saltar, informant-li que és lliure. Després d'haver estat mossegat, Jacques Antoine li dóna el seu cavall i un mapa d'Europa abans de saltar del penya-segat. Sdenka marxa, mastegant un sudari. Més tard, una duquessa francesa la acull.

## Repartiment
- Kacey Mottet Klein com el marquès Jacques Antoine Saturnin d'Urfé
- Ariane Labed com a Sdenka
- Grégoire Colin com a Yegor
- Vassili Schneider com a Piotr
- Claire Duburcq com Anja
- Gabriel Pavie com a Vlad
- Erwan Ribard com l'ermità
- Adrien Beau com a Gorcha (veu)

## Producció
La pel·lícula està basada en la novel·la gòtica d'Aleksei Konstantínovitx Tolstoi de 1939 la família del vurdalak. Es va rodar en pel·lìcula de Super 16mm. La banda sonora està inspirada en la del Casanova de Fellini de Nino Rota. El personatge de Gorcha és una marioneta.

## Estrena
La pel·lícula s'ha estrenat a la secció de la Setmana Internacional de la Crítica a la 80a Mostra Internacional de Cinema de Venècia.

## Recepció
Al lloc web de l'agregador de ressenyes Rotten Tomatoes, el 92% de les 26 crítiques són positives, amb una valoració mitjana de 7,7/10. El consens del lloc diu: "Una història gòtica visualment sumptuosa amb un subtext intrigant que flueix per les seves venes, Le Vourdalak és un debut memorablement elegant per al director Adrien Beau". Metacritic, que utilitza una mitjana ponderada, va assignar a la pel·lícula una puntuació de 76 sobre 100, basada en 6 crítics, indicant crítiques "generalment favorables".